# بيل بروستر
بيل بروستر هو سياسي كندي، ولد في 24 أكتوبر 1924 في بانف في كندا، وتوفي في 13 نوفمبر 2014 في ديلبورن في كندا. حزبياً، نشط في Yukon Progressive Conservative Party ‏ وحزب يوكون ‏. وقد انتخب عضو الجمعية التشريعية في يوكون ‏.